# Érseki székesegyház (Liverpool)

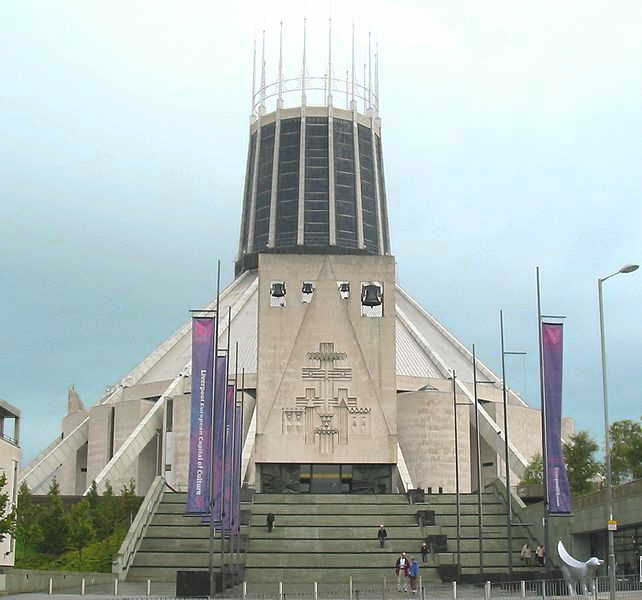
A mai székesegyház főbejárata

A Krisztus Király Temploma Metropolita Székesegyház (angolul: The Metropolitan Cathedral Church of Christ the King, köznapi rövidítéssel Liverpool Metropolitan Cathedral) az angliai Liverpool városban található római katolikus katedrális. A katedrális Liverpool érsekének székhelye, illetve a Liverpooli Katolikus Érsekség központja.
A székesegyház épületét az angol Frederick Gibberd építész tervezte. Az építkezés 1962-ben kezdődött és öt évet vett igénybe. Korábban már történtek kísérletek egy liverpooli székesegyház felépítésére (1853-ban, 1933-ban és 1953-ban), de ezek nem jártak eredménnyel, egyiket sem fejezték be.

## Története
Angliában a katolikus egyházi hierarchiát 1850-ben kezdték helyreállítani. Ekkor öt érsekséget alapítottak:
- Birmingham,
- Cardiff,
- Liverpool,
- Southwark és
- Westminster székhellyel.

Az 1845 - 1852 között tartó ír éhínség alatt több, mint félmillió ír bevándorló érkezett Angliába, nagy részük Liverpoolba. A többség ezután kivándorolt Amerikába, de így is több ezer, jórészt katolikus vallású ír menekült maradt Liverpoolban. A város katolikus lakosságának növekedését látva Alexander Goss (1814–1872) társpüspök elhatározta, hogy egy székesegyházat fog építtetni, amely be tudja fogani a megnövekedett gyülekezetet. Helyszínnek a St. Edward's College-et jelölte ki, amely a St. Domingo Road-on volt, Liverpool Everton kerületében.

### Pugin-féle székesegyház
1853-ban Goss megbízta Edward Welby Pugint, hogy tervezze meg az épületet. Az építkezés hamarosan megindult, és 1856-ra elkészült a Miasszonyunk-kápolna. Ekkor azonban az építkezésre szánt pénzt a katolikus gyermekek oktatására kellett fordítani, az építkezés félbemaradt és a kápolnát (amely most már a Szeplőtelen Szűz nevet viselte) templommá szentelték fel. Egészen az 1980-as évekig szolgálta a helyi katolikus közösséget.

### Lutyens tervei
Miután 1930-ban a katolikus egyház megvásárolta a székesegyháznak jelenleg is helyet adó 36 000m2-es telket a Brownlow Hill-en, 1933-ban Sir Edwin Lutyens kapott megbízást a székesegyház terveinek kidolgozására. Lutyens egyik feladata volt, hogy olyan épületet tervezzen, amely felvehette a versenyt a kicsit távolabb épülő anglikán székesegyházzal.
Lutyens ennek megfelelően egy olyan épületet tervezett, amely - ha felépül - a világ második legnagyobb temploma lett volna. A tervezett székesegyház kupolájának átmérője elérte volna az 51 méter (összehasonlításképpen: a vatikáni Szent Péter-bazilika kupolájának fesztávolsága 42,5 méter). Lutyens tervei alapján 1933. június 5-én, pünkösd hétfőn kezdődött az építkezés, amelynek költségeit elsősorban a gyorsan fejlődő kikötőváros katolikus munkásainak adományaiból fedezték.
1941-ben a második világháború árdrágító hatása miatt (az építkezés költsége 3 millió fontról 27 millió fontra nőtt) leállították az építkezést. 1956-ban újrakezdték a kripta építését, amelyet 1958-ra fejeztek be. Ezt követően a katolikus egyház elállt Lutyens székesegyházának befejezésétől.

### A Scott-féle terv

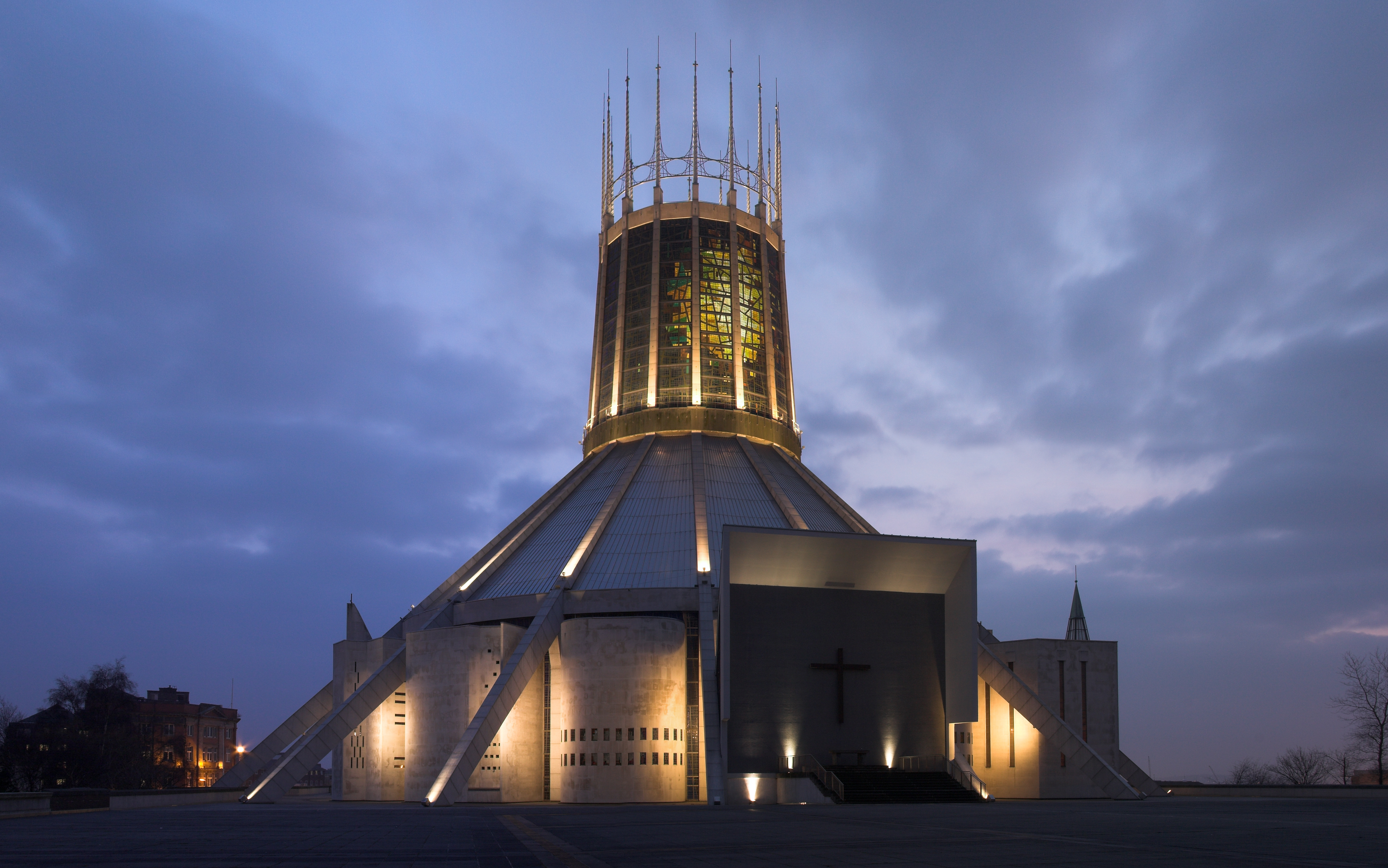
A székesegyház épülete alkonyatkor.

Miután Lutyens túlságosan ambiciózus terveit elvetették, Adrian Gilbert Scott (az anglikán székesegyház építészének, Giles Gilbert Scott bátyja) kapott megbízást 1953-ban, hogy dolgozza ki egy lényegesen kisebb és olcsóbb, 4 millió fontos költségű (jelenlegi árakon számolva 38 millió font) épület terveit. Scott lényegében a Lutyens-féle székesegyház kicsinyített verzióját javasolta, megtartva a hatalmas kupolát. A fantáziátlan megoldás miatt Scott terveit számos kritika érte és elvetették az ötletet.

### Gibberd-féle terv
A székesegyház végleges tervét egy nemzetközi pályázat nyertese, az angol Sir Frederick Gibberd (1908–84) készítette el. Az építkezés 1962 októberében kezdődött és kevesebb, mint öt év múlva, 1967. május 14-én, pünkösd másnapján szentelték fel a székesegyházat. Azonban az épület átadása után nem sokkal kiütköztek a tervezési és építési hibát és a katolikus egyház 1,3 millió fontos kártérítési igényt nyújtott be a tervezővel szemben. A legnagyobb problémának a beázó alumínium tetőszerkezet, illetve a mozaikcsempék jelentették, amelyek kezdtek elválni a vasbetonból készült tartóoszlopoktól.
Bár Gibbons jóval kisebb épületet tervezett, mint Lutyens, így is ebben az épületben van a világ legnagyobb festett üvegablaka. Az innen az anglikán székesegyházhoz vezető út a Remény Útja. A kör alaprajzú épület alapzata portlandi mészkő. Átmérője 59 m; peremén körben 13 mellékoltár áll. A Skopjében fejtett márványból épített főoltár a főbejárat felé fordul.